# Campeonato sanmarinense de fútbol 2011-12
El Campeonato sanmarinense de fútbol 2011/12 fue la 27.ª edición de la competición. Participaron 15 equipos, ya que no hay ascensos ni descensos. Comenzó el 17 de septiembre de 2011 y finalizó el 29 de mayo de 2012. SP Tre Penne conquistó su 1er título en la competición.

## Equipos participantes
| Club                | Ciudad         |
| ------------------- | -------------- |
| AC Juvenes/Dogana   | Serravalle     |
| AC Libertas         | Borgo Maggiore |
| FC Domagnano        | Domagnano      |
| FC Fiorentino       | Fiorentino     |
| SC Faetano          | Faetano        |
| SP Cailungo         | Borgo Maggiore |
| SP La Fiorita       | Montegiardino  |
| SP Tre Fiori        | Fiorentino     |
| SP Tre Penne        | Serravalle     |
| SS Cosmos           | Serravalle     |
| SS Folgore/Falciano | Serravalle     |
| SS Murata           | San Marino     |
| SS Pennarossa       | Chiesanuova    |
| SS San Giovanni     | Borgo Maggiore |
| SS Virtus           | Acquaviva      |

## Fase regular

### Grupo A
| Pos. | Equipo       | PJ | PG | PE | PP | GF | GC | DG  | Pts. |                               |
| ---- | ------------ | -- | -- | -- | -- | -- | -- | --- | ---- | ----------------------------- |
| 1    | Libertas     | 21 | 10 | 9  | 2  | 37 | 24 | +13 | 39   | Clasificación a los Play-offs |
| 2    | Cosmos       | 21 | 10 | 5  | 6  | 29 | 23 | +6  | 35   | Clasificación a los Play-offs |
| 3    | Faetano      | 21 | 10 | 3  | 8  | 32 | 34 | −2  | 33   | Clasificación a los Play-offs |
| 4    | Pennarossa   | 21 | 9  | 3  | 9  | 25 | 28 | −3  | 30   |                               |
| 5    | Murata       | 21 | 9  | 3  | 9  | 30 | 32 | −2  | 30   |                               |
| 6    | San Giovanni | 21 | 5  | 7  | 9  | 32 | 29 | +3  | 22   |                               |
| 7    | Cailungo     | 21 | 4  | 7  | 10 | 21 | 29 | −8  | 19   |                               |
| 8    | Domagnano    | 21 | 2  | 3  | 16 | 11 | 45 | −34 | 9    |                               |

### Grupo B
| Pos. | Equipo         | PJ | PG | PE | PP | GF | GC | DG  | Pts. |                               |
| ---- | -------------- | -- | -- | -- | -- | -- | -- | --- | ---- | ----------------------------- |
| 1    | Tre Fiori      | 20 | 15 | 4  | 1  | 44 | 14 | +30 | 49   | Clasificación a los Play-offs |
| 2    | La Fiorita     | 20 | 12 | 5  | 3  | 42 | 20 | +22 | 41   | Clasificación a los Play-offs |
| 3    | Tre Penne      | 20 | 11 | 3  | 6  | 37 | 24 | +13 | 36   | Clasificación a los Play-offs |
| 4    | Viruts         | 20 | 9  | 3  | 8  | 25 | 25 | 0   | 30   |                               |
| 5    | Fiorentino     | 20 | 8  | 3  | 9  | 30 | 33 | −3  | 27   |                               |
| 6    | Juvenes/Dogana | 20 | 3  | 9  | 8  | 23 | 31 | −8  | 18   |                               |
| 7    | Folgore        | 20 | 2  | 3  | 15 | 14 | 41 | −27 | 9    |                               |

## Play-offs de campeonato

### Primera ronda
| Fecha             | Estadio          | Local      | Marcador       | Visita    |
| ----------------- | ---------------- | ---------- | -------------- | --------- |
| 5 de mayo de 2012 | Estadio Olímpico | Cosmos     | 1-4            | Tre Penne |
| 5 de mayo de 2012 | Estadio Olímpico | La Fiorita | 1-1 (pen. 2-4) | Faetano   |

### Segunda ronda
| Fecha              | Estadio          | Local     | Marcador   | Visita     |
| ------------------ | ---------------- | --------- | ---------- | ---------- |
| 10 de mayo de 2012 | Estadio Olímpico | Tre Penne | 2-1 (pro.) | Faetano    |
| 9 de mayo de 2012  | Estadio Olímpico | Cosmos    | 1-0        | La Fiorita |

### Tercera ronda
| Fecha              | Estadio          | Local    | Marcador       | Visita    |
| ------------------ | ---------------- | -------- | -------------- | --------- |
| 11 de mayo de 2012 | Estadio Olímpico | Libertas | 1-1 (5-3 pen.) | Tre Fiori |
| 14 de mayo de 2012 | Estadio Olímpico | Cosmos   | 2-1            | Faetano   |

### Cuarta ronda
| Fecha              | Estadio          | Local    | Marcador       | Visita    |
| ------------------ | ---------------- | -------- | -------------- | --------- |
| 16 de mayo de 2012 | Estadio Olímpico | Libertas | 1-1 (3-2 pen.) | Tre Penne |
| 18 de mayo de 2012 | Estadio Olímpico | Cosmos   | 0-0 (5-6 pen.) | Tre Fiori |

### Semifinal
| Fecha              | Estadio          | Local     | Marcador | Visita    |
| ------------------ | ---------------- | --------- | -------- | --------- |
| 23 de mayo de 2012 | Estadio Olímpico | Tre Penne | 2-1      | Tre Fiori |

### Final
| 29 de mayo de 2011 | Libertas | 0-1     | Tre Penne | Estadio Olímpico, Serravalle |  |
| 21:00              |          | Reporte | Valli 75' |                              |  |

## Goleadores
| Posición | Jugador          | Club         | Goles |
| -------- | ---------------- | ------------ | ----- |
| 1        | Cristian Menin   | Cosmos       | 12    |
| 2        | Simon Parma      | La Fiorita   | 11    |
| 3        | Marco Casadei    | Murata       | 10    |
|          | Marco Ugolini    | San Giovanni | 10    |
|          | Gianluca Morelli | Libertas     | 10    |